# Avelyn Desbris
Avelyn Desbris è un personaggio fantastico che compare nel libro Il risveglio del demone della saga fantasy di Demon Wars scritta da R. A. Salvatore.

## Biografia
Originario del villaggio costiero di Youmaneff, nacque nell'anno di Dio 796 ed era il più giovane dei dieci  figli di Jayson e di Annalisa Desbris.  A 12 anni  decise di entrare a far parte dell'Ordine Abellicano per servire Dio, diventando un monaco della prestigiosa abbazia di St-Mere-Abelle; affrontò così 8 anni di prove e studi che gli permisero di essere uno dei 25 iniziati scelti tra ben 2000 candidati. Ben presto i monaci più anziani dell'abbazia riconobbero i suoi molteplici talenti, e sotto la guida del Maestro Jojonah, il ragazzo apprese la missione più sacra dei suoi fratelli: proteggere e custodire le Pietre dell'Anello. 

### Pimaninicuit
Successivamente affrontò il corso per diventare Preparatore, ovvero colui che andava sull'isola di Pimaninicuim a prelevare le nuove gemme magiche: fu così che studiò astronomia, l'arte della navigazione, riuscì a catalogare e riconoscere le pietre scoprendo inoltre i meccanismi con cui esse interagivano con il corpo umano. Nell'anno di Dio 821 Avelyn e altri tre compagni tra cui Fratello Quintall, partirono alla volta dell'isola bordo del Windrunner.  Durante il viaggio a bordo della nave incontrò Dansally Comerwick, una giovane donna tenuta sull'imbarcazione per il piacere dell'equipaggio e dei passeggeri, presto i due divennero amici, e anziché trascorrere il tempo con la donna come avevano fatto il resto dei marinai, il monaco si dilettava a fare con lei lunghe chiacchierate. Dopo mesi e mesi di viaggio in mare aperto, la nave giunse alla sua meta e Avelyn sbarcò sulla terraferma assieme all'altro preparatore; la pioggia meteorica che scagliò sull'isola le pietre magiche si verificò alcuni giorni dopo e il monaco non esitò ad utilizzare i riti appresi durante l'addestramento per imbrigliare per sempre il potere arcano nelle gemme. Tornato a St-Mere-Abelle, lui e gli altri monaci furono accolti da una grande festa; durante la celebrazione il giovane notò la l'assenza dei marinai del Windrunner e capì immediatamente che il banchetto non era che un diversivo: fu così che vide con i propri occhi il massacro dell'equipaggio della nave da parte dei suoi fratelli. Il giorno seguente gli fu riferito che un suo compagno di viaggio era morto per le ferite ben sapendo che in realtà era stato giustiziato per aver parlato troppo alla festa, circa la missione e il recupero delle pietre.

### Il frate pazzo
Nei mesi seguenti il monaco si dedicò alla catalogazione delle pietre raccolte: inquieto per la sempre crescente freddezza riservatagli dai suoi superiori, Avelyn approfittò di un incidente nel laboratorio dell'abbazia per raccogliere un'ematite. Quella notte nella sua forma spirituale scoprì che l'Abate Dalembert Markwart e i suoi collaboratori avevano intenzione di vendere ai mercanti molte delle pietre raccolte e di sbarazzarsi di lui, considerandolo una spina nel fianco troppo pericolosa.
Deluso dalla Chiesa e dai suoi capi, il monaco fuggì con una sostanziosa scorta di pietre e durante la fuga ebbe una visione sul risveglio del Demone Dactyl; da allora divenne per i villaggi del Golfo di corona il "frate pazzo" in quanto in ogni taverna allertava gli avventori del pericolo imminente e li coinvolgeva in risse che lui definiva "addestramenti". Durante uno di questi incontri-scontri, nella cittadina di Macomber, incontrò Jilseponie Ault e la convinse a seguirlo  diventando in poco tempo grandi amici. Nel villaggio di Dusberry il monaco venne pugnalato durante una rissa e per salvarsi usò la pietra dell'anima e le forze di vitali di Jill che risanarono la ferita: dalla loro unione spirituale la ragazza acquisì una notevole conoscenza sugli usi delle pietre magiche mentre Avelyn ebbe informazioni sul misterioso passato della donna. Da quel momento cominciò a pilotare il loro viaggio sempre più verso nord; a Palmaris il monaco parlò con Pettibwa e scoprì il villaggio di origine di Jill,  conducendola lì per incoraggiare il suo recupero della memoria.
Eppure, mentre Avelyn aveva voltato le spalle alla Chiesa,  essa al contrario, non si era dimenticata mai di lui.  A Quintall,  uno dei  Preparatori che avevano accompagnato il monaco alla ricerca delle pietre magiche, gli fu dato il titolo di ‘'Fratello Giustizia'’ e fu inviato in missione per eliminare il frate pazzo e riprendere le gemme magiche.  Una volta trovato Avelyn nel lontano  villaggio del nord di Dundalis, Quintall rapì Jilseponie al fine di attirare in una trappola il monaco; per fortuna, il frate pazzo, si trovava nelle Terre dei Boschi e non tardò ad incontrare il ranger Elbryan Wyndon e a spiegargli la sua drammatica situazione; insieme a lui Avelyn riuscì a sconfiggere Fratello Giustizia e a salvare Pony.

### La guerra del demone
Ben presto l'esercito  di Bestebulzibar attaccò i villaggi della Terra dei Boschi e Avelyn assieme ai suoi amici diressero l'evacuazione della popolazione inerme e la successiva guerriglia ai danni degli invasori: nonostante le numerose vittorie, Avelyn si rese conto che se non si fosse  eliminato il collante dell'esercito nemico i regni degli uomini sarebbero crollati prima o poi. Per questo motivo decise di recarsi nel Barbacan e affrontare il Demone Dactyl. Nelle viscere del Monte Aida, residenza dell'oscura creatura, il monaco fu separato dai suoi amici e dovette lottare da solo contro Bestesbulzibar. La forza del demone era troppo grande anche per la sua abilità e per le sue pietre, e così Avelyn fu costretto all'estremo sacrificio: con la spada elfica del Ranger infranse  un'ametista enorme dall'immenso potere magico ma i cui usi non erano stati identificati mai,  nemmeno dai monaci di  St-Mere Abelle. La rottura della grande gemma rilascio una quantità di energia spaventosa che distrusse il dactyl e privò il monaco della vita seppellendolo sotto tonnellate di roccia: solo il suo braccio rimase in superficie.